# 語形融合
語形融合（ごけいゆうごう、syncretism）とは、1 つの語形変化の中に、複数の同音の語形が体系的に存在することである:174。単に融合とも言う。
たとえば、ドイツ語のあらゆる動詞の現在時制の語形変化において、一人称複数形と三人称複数形は同音であり、文法的にもこれらの語形は一体となっている（後述）。このような場合、これらの語形は融合している、と言う。

## 語形融合の基準
ドイツ語の動詞の現在時制の語形変化では、一人称複数形と三人称複数形が同音である。たとえば、表 1 の spielen ‘play’ の例では、これらの語形は両方とも spielen となる。しかしそれだけではなく、多くの場合、三人称単数形と二人称複数形も同音（表 1 では spielt）となる。
| 1 単 | (ich)    | spiele  | ‘I play’       |
| 2 単 | (du)     | spielst | ‘you play’     |
| 3 単 | (er/sie) | spielt  | ‘he/she plays’ |
| 1 複 | (wir)    | spielen | ‘we play’      |
| 2 複 | (ihr)    | spielt  | ‘you play’     |
| 3 複 | (sie)    | spielen | ‘they play’    |

ただし、この場合、一人称複数形・三人称複数形が同音 (spielen) であることと、三人称単数形・二人称複数形が同音 (spielt) であることの間には、次のような違いがある。そのため、前者は語形融合の例であるが、後者は単なる偶然の一致と考えられる:174。
まず、前者の組み合わせは、あらゆる動詞の語形変化で同音になるが、後者の組み合わせは、一部の動詞の語形変化では同音にならない。たとえば、geben ‘give’ のように、二人称単数形と三人称単数形で語幹が母音交替する動詞では、三人称単数形は gibt、二人称複数形は gebt となり、同音にならない。
また、これに関する違いは文法的にも認められる。例文 (1) のように、「A または B」という意味の名詞句が主語の場合、動詞は A と B の両方に人称・数が一致しなければならない。(1) では、A も B も三人称単数なので、動詞の形は三人称単数形 spielt となる。
一方、例文 (2) では、一人称単数と二人称単数の組み合わせなので、どちらにも同時に一致するということはできない。そのため、一人称単数形 spiele も、二人称単数形 spielst も使えない。
ところが、例文 (3) のように、一人称複数と三人称複数の組み合わせの場合、動詞は一人称複数形＝三人称複数形の spielen になる。このことは、これらの語形が融合していることを示している。
逆に、三人称単数と二人称複数の場合、語形が同音でも spielt を使うことはできない。これは、これらが偶然同音なだけで、異なる語形であることを示している。